# Регистрационен номер на МПС (България)
Регистрационен номер на МПС в България е система за идентификация на моторните превозни средства (МПС), администрирана от органите на полицията. Масовите регистрационни табели съдържат синя лента с изображение на българското или европейското знаме в лявата си част и код, изписан с черни или зелени (за електрически автомобили) главни букви и цифри на бял фон. Кодът има формат X(X) NNNN Y(Y), където X(X) е буквен областен код, NNNN – пореден номер, Y(Y) – серия, състояща се от една или две букви.
Спорадично по традиция в документацията се отбелязва и ДКН (или ДК № по старото наименование: Държавен контролен номер).

## Регистрация на МПС
Всички моторни превозни средства и ремаркета в България, предназначени за движение по пътищата (с изключение на тролейбусите, верижните, строителните и селскостопанските самоходни машини), задължително се регистрират от органите на Пътна полиция. Превозните средства се регистрират по идентификационен номер (VIN), категория, марка, модел и други данни. На всяко регистрирано превозно средство се издава свидетелство за регистрация и табели с регистрационния номер.
Подлежащите на регистрация превозни средства в България се регистрират от структурните звена „Пътна полиция“ при Столична дирекция на вътрешните работи (СДВР) или Областните дирекции на МВР (ОДМВР). На всяко регистрирано превозно средство се предоставят табели с регистрационен номер, които се закрепват отпред и отзад (или само отзад за мотоциклети, трактори и ремаркета).
Табелите с регистрационен номер се монтират на местата, определени от производителя. Табелите с регистрационен номер се закрепват отпред и отзад (или само отзад) хоризонтално, в средната част на превозното средство, а когато това е невъзможно – в лявата му част, така че да се осигури тяхната видимост при осветеност нощно време. При закрепването не трябва да се нарушава формата на табелата, целостта на графиката и символите на номера. Табелите с регистрационен номер се закрепват по начин, който не позволява неправомерното им демонтиране.

## Формат

### До 1969 г.
Регистрационните табели са съставени от регионален буквен код (напр. „Сф“ за София) и пореден номер.

### След 1969 г.
След 1969 г. се издават черни табели с бели букви за частните автомобили, бели табели с черни букви за държавните автомобили във формат А(а)-Б-9999, където А е регионалният код, Б – серията и 9999 – номерът. В началото на 1980-те е въведен втори регионален код за София – „А“, поради изчерпване на възможните серии и номера в областта „С“. В този период се издават табели със серии „ААВ/АВС“ за частни автомобили.
Автомобилите, собственост на инвалиди подлежат на отделна регистрация с буквен код „И“ в регистрационния номер (напр. С-И-1234).

### След 1986 г.
От януари 1986 г. се издават нови регистрационни табели. Въвежда се нов шрифт и нови цветове: черни букви на жълт фон за частни автомобили, черни букви на бял фон за държавни автомобили. Новата система има формат А(А)-9999-Б(Б), където А е регионален код, съставен от една или две букви, а Б – серия, също съставена от една или две букви. За частните товарни автомобили и автобуси се издават номера със серия „Ч“. Сериите, издавани за ремаркета, започват с буквата „Е“ (напр. С-1234-ЕН). Въвежда се и „тесен“ вариант на регистрационната табела, близък до квадрат.
Формата и размерите на табелите, разположението на цифрите и буквите върху тях, размерите на знаците и използваните шрифтове се определят с БДС 15980 „ППС. Светлоотразяващи табели за регистрационни номера на МПС и техните ремаркета. Размери и шрифт“. Стандартът БДС ISO 7591 „ППС. Светлоотразяващи табели за регистрационни номера за МПС и техните ремаркета. Спецификация“ определя изискванията към нанесения светлоотразяващ слой – фотометрични и колориметрични свойства, устойчивост на температура, на огъване и удар, на нефтопродукти и солена мъгла и др.

### След 1992 г.
От 1992 г. за буквен код и серия се използват само букви от кирилицата, които са графично близки до букви от латинската азбука – А, В, Е, К, М, Н, О, Р, С, Т, У, Х, независимо че се произнасят по различен начин. Системата е в съответствие с Виенската конвенция за движение по пътищата от 1968 г., според която регистрационните номера трябва да бъдат изписани с главни латински букви и арабски цифри, и едновременно с Българската конституция, според която официален език в страната е българският. Подобна система днес се използва още в Гърция, Русия, Украйна, Беларус, Босна и Херцеговина. Въпреки решението да се използват само букви от българската азбука, съвпадащи графично с латинската, за област Ямбол е определен код У, който наподобява някои от ръкописните вариации на латинската буква Υ, но не стандартния ѝ машинописен вариант, който използва отвесна чертица.
Отпада разделението между частни и държавни автомобили и всички издавани табели са бели с черни букви. Отменена е отделната регистрация за автомобили на инвалиди, като различни остават регистрационните табели на военни, дипломатически автомобили и такива, притежавани от чужденци.
След 1993 г. не се изписват точки между областния код, номера и серията.

### След 1999 г.
Въведен е нов стандарт при регистрационните номера: променен е шрифтът и е добавена общоевропейската синя лента с графично изображение на българския идентифициращ код „BG“ и националното знаме на България. Изображението на знамето и кодът се разполагат в лявата част на регистрационната табела, върху вертикална синя светлоотразителна лента. При „тесния“ вариант на регистрационната табела синята лента е разположена в горния ляв ъгъл.
Собствениците имат право да ползват срещу заплащане регистрационен номер с оригинално съдържание. Регионалният код остава задължителен, като след него може да се изпише комбинации от букви и цифри, съставена само от знаците А, В, Е, К, М, Н, О, Р, С, Т, У, Х, 1, 2, 3, 4, 5, 6, 7, 8, 9 и 0.

### След 2008 г.
От 2007 г. България е член на Европейския съюз и от следващата година в синята лента на регистрационния номер българското знаме е заменено с европейското, съгласно Регламент (ЕО) № 2411/98 на Съвета на Европейския съюз от 3 ноември 1998 г.
Съгласно измененията на Наредбата за регистрация на МПС от април 2008 г. издаването на табели с регистрационни номера с европейското знаме от дванадесет жълти звезди на син фон вместо с българския флаг ще се извършва при първоначална регистрация на превозните средства и в случаите, при които е предвидена промяна на табелите, но срокове не са предвидени. Запазва се валидността на табелите, издадени преди промяната.

## Регионални кодове

### Общ табличен вид на регистрационните кодове
| Област | До 1986 г. | От 1986 до 1992 г. | След 1992 г.1 | Забележки |
| --- | ---------- | ------------------ | ------------- | --- |
| Благоевград | Бл         | БЛ                 | Е             | |
| Бургас | Бс, Б      | Б                  | А             | Преди 1986 г. номера с код „А“ са издавани за София (черни номера с бели букви и бели номера с черни букви), както и номера за Българската армия (червени букви на бял фон). |
| Варна | В          | В                  | В             | Преди 1998 г. номера с код „В“ са издавани и за автомобилите на Българската армия (червени букви на бял фон). След 1998 г. за тази цел се използва код „ВА“. |
| Велико Търново | Тн, ВТ     | ВТ                 | ВТ            | До 1962 градът се нарича Търново |
| Видин | Вд         | ВД                 | ВН            | |
| Враца | Вр         | ВР                 | ВР            | |
| Габрово | Гб         | Г                  | ЕВ            | |
| Добрич | Тх         | ТХ                 | ТХ            | Кодът произлиза от старото име на град Добрич – Толбухин. |
| Кърджали | Кж, К      | К                  | К             | |
| Кюстендил | Кн         | КН                 | КН            | |
| Ловеч | Лч, Л      | Л                  | ОВ            | |
| Монтана | Мх, М      | М                  | М             | До 1986 г. се използва МХ, произлизащ от старото име на град Монтана – Михайловград. |
| Пазарджик | Пз         | ПЗ                 | РА            | |
| Перник | Дм, Пк     | ПК                 | РК            | В периода 1949-1962 градът се нарича Димитрово |
| Плевен | Пл         | ПЛ                 | ЕН            | |
| Пловдив | Пд, П      | П                  | РВ            | |
| Разград | Рз         | РЗ                 | РР            | |
| Русе | Р          | Р                  | Р             | |
| Силистра | Сс         | СС                 | СС            | Червени номера с код „СС“ се издават и за дипломати с консулски статут. |
| Сливен | Сл         | СЛ                 | СН            | |
| Смолян | См         | СМ                 | СМ            | |
| София-област | Сф, СО     | СО, СФ             | СО            | |
| София-столица | Сф, С, А   | С                  | С, СА, СВ     | При изчерпване на номерата от основния код, са въведени допълнителните серии с код „А“ (1985 – 1986 г.) и „СА“ (след 2005 г.). Червени номера с код „С“ се издават за ръководители на дипломатически представителства. От началото на ноември 2014 г., поради изчерпване на серията „СА“, за София започват да се издават номера с код „СВ“. |
| Стара Загора | СтЗ, СЗ    | СЗ                 | СТ            | Червени номера с код „СТ“ се издават за служители, административно-техническия персонал на дипломатическите, консулските и търговските представителства и постоянно акредитираните чуждестранни кореспонденти. |
| Търговище | Тщ, Т      | Т                  | Т             | |
| Хасково | Хс, Х      | Х                  | Х             | |
| Шумен | Кг, Шн, Ш  | Ш                  | Н             | В периода 1950-1965 градът се нарича Коларовград |
| Ямбол | Яб, Я      | Я                  | У             | Кодът произлиза от изписването на името на града на латиница – Yambol, въпреки че буквите Y и У графично не съвпадат едно към едно. |
| 1 Всички кодове след 1992 г. се съставят само от графично съвпадащите букви между кирилицата и латиницата: А, В, Е, К, М, Н, О, Р, С, Т, У и Х, като номерата се произнасят на български език. |            |                    |               | |

### Регионални кодове през 30-те години на ХХ в.
| Код | Окръг               |
| --- | ------------------- |
| Бз  | Бургаски окръг      |
| Вн  | Варненски окръг     |
| Вд  | Видински окръг      |
| Вр  | Врачански окръг     |
| Кс  | Кюстендилски окръг  |
| Мс  | Мастанлийски окръг  |
| Пд  | Пловдивски окръг    |
| Пл  | Плевенски окръг     |
| Пч  | Петрички окръг      |
| Пш  | Пашмаклийски окръг  |
| Рс  | Русенски окръг      |
| Сф  | Софийски окръг      |
| Сз  | Старозагорски окръг |
| Тв  | Търновски окръг     |
| Хк  | Хасковски окръг     |
| Шн  | Шуменски окръг      |

#### Обособяване на кодове след 1959г.
| Код | Област       |
| --- | ------------ |
| Бл  | Благоевград  |
| Бс  | Бургас       |
| В   | Варна        |
| Тн  | Търново      |
| Вд  | Видин        |
| Вр  | Враца        |
| Гб  | Габрово      |
| Тх  | Толбухин     |
| Кж  | Кърджали     |
| Кн  | Кюстендил    |
| Лч  | Ловеч        |
| Мх  | Михайловград |
| Пз  | Пазарджик    |
| Дм  | Димитрово    |
| Пл  | Плевен       |
| Пд  | Пловдив      |
| Рз  | Разград      |
| Р   | Русе         |
| СС  | Силистра     |
| Сл  | Сливен       |
| См  | Смолян       |
| Сф  | София        |
| СтЗ | Стара Загора |
| Тщ  | Търговище    |
| Хс  | Хасково      |
| Кг  | Коларовград  |
| Яб  | Ямбол        |

#### Разграничаване на регистрационните номера
През 1963 г., поради големия вече брой частни автомобили, се решава да се направи разграничение в регистрационните номера на двата типа МПС. Държавните остават с номера с черни символи на бял фон, докато частните са с бели символи на черен фон

#### Промяна на кодове в началото на 60-те
| Стар код | Област                   | Година на промяна | Нов код |
| -------- | ------------------------ | ----------------- | ------- |
| Дм       | Димитрово / Перник       | 1962              | Пк      |
| Тн       | Търново / Велико Търново | 1963              | ВТ      |
| Кг       | Коларовград / Шумен      | 1964              | Шн      |

#### Разделяне на кодове за София-област и София-град
През 1968 г., става разделянето между номерата в София – окръг и София-град, като кодът Сф остава за София-окръг, а София-град вече е с код С, като всички автомобили биват пререгистрирани. Колите от 50-те и 60-те в София-град, масово получават регистрационни номера от серии С, СА, СБ и СВ.

#### Отпадане на втори букви в регистрационни кодове
В периода 1968 – 1970 г., отпадат вторите букви за окръзите, където те не са необходими, например Варна от Вн става с код В (1968 г.), Михайловград от Мх, само М и т.н. В края на 60-те все още продължава запълването на т.нар. „дупки“ – освободени по-стари номера, като след отпадането на излишните втори букви, преиздадените номера са с еднобуквен код. Например, бившия Мх 01 – 42, се преиздава като М 0142.
Практиката за преиздаване на стари номера се приключва през 1977 г.

#### Обособяване на специални серии след 1986г.
При държавни МПС:
| Серия | Използва се за  |
| ----- | --------------- |
| ЛК    | Леки автомобили |
| ПБ    | Автобуси        |
| ТВ    | Товарни МПС     |

Поради изчерпване на сериите ТВ и ЛК в София съответно се поставят серии ТК и ЛС
При частни МПС:
| Серия | Използва се за                 |
| ----- | ------------------------------ |
| Ч     | Частни товарни автомобили      |
| Е     | Ремаркета /по-квадратна форма/ |

### Издавани серии в по-големите градове до 1986г.
- София: С, СА, СБ, СВ, СГ, СД, СИ (инвалидни) СК, СЛ, СН, СР, СТ, СХ, СШ, СЮ
  - С буква А (след 1978 г.): АБ, АВ, АГ, АК, АН, АР, АС, АТ, АХ, АА, ААВ, АВС
- София-област: СфА, СфБ, СфВ, СфП и СфР
- Пловдив: П(д), ПА, ПБ, ПВ, ПГ, ПМ, ПН, ПП, ПР, ПС, ПТ, ПХ, ПАВ
- Варна: В(н), ВА, ВБ, ВВ, ВГ, ВК, ВЛ, ВМ, ВП,
- Бургас: Б(с), БА, БВ, БГ, БД, БК, БМ, БН
- Стара Загора: Сз, СзА, СзБ, СзВ, СзГ, СзД, СзК, СзЛ
- Русе: Р(с), РА, РБ, РВ, РГ, РД, РК, РЛ.
- Велико Търново: ВТ, ВТА, ВТБ, ВТГ, ВТД, ВТК
- Плевен: Пл, ПлА, ПлБ, ПлВ, ПлГ, ПлД, ПлК
- Хасково: Х(с), ХА, ХБ, ХВ, ХГ
- Монтана: Мх, МхА, МА, МВ
- Враца: Вр, ВрА, ВрБ, ВрВ, ВрГ
- Благоевград: Бл, БлА, БлБ, БлВ
- Кюстендил: Кн, КнА, КнБ, КнВ

## Специални регистрационни номера

### Електрически автомобили
От 17 ноември 2022 са въведени специални регистрационни табели за електрически автомобили. Табелите следват формата на стандартните, с разликата, че са със зелени символи на бял фон.
За разлика от стандартните табели, тези за електрически автомобили нямат областни кодове. Вместо това имат един национален код – „ЕА“ (Електрически автомобил) за автомобили и „ЕМ“ (Електрически мотоциклет) за мотоциклети.
Комбинациите са съответно ЕА NNNN XX за автомобили и EM NNNN X за мотоциклети, където N е цифра, Х – буква.

### Поръчкови (нестандартни номера)
Тарифа № 4 за таксите, които се събират в системата на Министерството на вътрешните работи по Закона за държавните такси, определя стойността за издаване на нестандартен номер.
Правото на ползване на регистрационен номер с комбинация от цифри от вида aabb; abab; abba, където „a“ и „b“ са различни числа от „0“ до „9“ (напр. „ВТ 1122 КМ“, „СВ 7878 АО“, „Н 4114 СХ“ и т.н.), е 300 лв.
Номер с четири еднакви цифри (напр. „СА 1111 РН“) струва 1500 лв.
Регистрационен номер с комбинация от цифри, които не са еднакви, но са по желание на клиента, е 300 лв.
Регистрационен номер, съставен изцяло от букви, струва 7000 лв. Важно е да се знае, че буквите в него трябва да присъстват и в кирилицата, и в латинската азбука (напр. B XAXAXA, CB ABCCBA, A HAPPYY, PB 6AMAPA и т.н.). Същата сума се заплаща и за рег. номер с еднакви цифри без серията от букви в края (CC 777777). Регистрационният номер трябва да започва с буквеното обозначение на областния град или ЕА за електрически автомобил.

### Временни
Първоначално временните и транзитните номера са били с бели цифри на червен фон във формат NNN-NNN. Впоследствие се прибавя буквата Т и формата придобива вид NNN T NNN Валидността се изписва в горния десен ъгъл
След 2006 г. се издават два допълнителни вида номера за временна регистрация. Тези табели имат червена лента с дата на валидност от дясната страна, а от 2012 г. – „европейска“ лента в лявата страна на табелата:
- NNN T NNN – за транзитно преминаване през страната
- NNN H NNN или NNN M NNN– за автомобили, които още не са регистрирани
- NNN B NNN – временни (дилърски) номера

### Военни
До 2006 г. моторните превозни средства на Българската армия имат бели номера с червени знаци във формат X(X)-NNNNN. Използват се серии А, В, ВВ (Вътрешни войски – сини знаци върху бял фон със синя рамка), СВ (Строителни войски), ТВ (Транспортни войски), У (Учебен автомобил) и др. През 2006 г. е въведен форматът BA NNNNNN (BA от Bulgarian Army или от българското военен автомобил) с „европейска“ лента в лявата страна на табелата.

### Гражданска защита
До 2006 г. автомобилите на ДА „Гражданска защита“ ползват регистрационен код „ГЗ“. През 2006 г. е въведен форматът CP NN NNN (CP от Civil Protection) с „европейска“ лента в лявата страна на табелата. Знаците са изобразени с тъмносиньо на бял фон. Към 2015 г. всички автомобили с такава регистрация са с цивилни номера, поради обединението на Гражданска защита и Противопожарна служба „под шапката“ на МВР.

### Автомобили на чужденци
На автомобилите, собственост на чуждестранни лица, временно пребиваващи в страната, се издават сини регистрационни табели във формат XX NNNN. След 2006 г. в дясната страна се изобразява годината на валидност на регистрацията, а от 2012 г. – „европейска“ лента в лявата страна на табелата. От 2019 г., след изчерпването на XX, се ползва означението XH.

### Дипломатически
На автомобилите с дипломатически статут се издават червени регистрационни номера (от 1986 г.) В горния десен ъгъл на табелите с регистрационен номер на МПС, обслужващи ръководителите на дипломатическите представителства, се поставя бяла лента с дебелина 10 mm и наклон 45°. До 1992 г. за МПС на ръководителите на дипломатическите представителства се издават номера със серия „ДТ“, а за другите дипломатически автомобили – „ТС“. След 1992 г. сериите са „С“ за МПС на ръководителите на дипломатическите представителства, „СС“ за дипломати с консулски статут и „СТ“ за служители, административно-техническия персонал на дипломатическите, консулските и търговските представителства и постоянно акредитираните чуждестранни кореспонденти. В дясната страна на табелата се изобразява датата на валидност на регистрацията, а от 2012 г. има „европейска“ лента в лявата страна на табелата.
Първите две цифри в цифровата група (С NNNN) на регистрационния номер представляват код на дипломатическото представителство:
| Код | Страна         |    | Код                   | Страна |                     | Код | Страна                |  | Код | Страна |
| 01  | Великобритания | 26 | Венецуела             | 51     | Албания             | 76  | Сърбия                |  |     |        |
| 02  | САЩ            | 27 | Гана                  | 52     | Виетнам             | 77  | Малта                 |  |     |        |
| 03  | САЩ            | 28 | Египет                | 53     | Виетнам             | 78  | Казахстан             |  |     |        |
| 04  | Германия       | 29 | Еквадор               | 54     | -                   | 79  | Република Южна Африка |  |     |        |
| 05  | Турция         | 30 | Етиопия               | 55     | -                   | 80  | Ватикан               |  |     |        |
| 06  | -              | 31 | Индия                 | 56     | Камбоджа            | 81  | Европейски съюз       |  |     |        |
| 07  | Гърция         | 32 | Индонезия             | 57     | Китай               | 82  | Словения              |  |     |        |
| 08  | Франция        | 33 | Ирак                  | 58     | Китай               | 83  | Световната банка      |  |     |        |
| 09  | Франция        | 34 | Иран                  | 59     | Северна Корея       | 84  | Хърватия              |  |     |        |
| 10  | Италия         | 35 | Йемен                 | 60     | Куба                | 85  | ЕБВР                  |  |     |        |
| 11  | Белгия         | 36 | Колумбия              | 61     | Куба                | 86  | Северна Македония     |  |     |        |
| 12  | Дания          | 37 | Кувейт                | 62     | Монголия            | 87  | Кипър                 |  |     |        |
| 13  | Нидерландия    | 38 | Либия                 | 63     | Никарагуа           | 88  | Норвегия              |  |     |        |
| 14  | Испания        | 39 | Ливан                 | 64     | Полша               | 89  | Украйна               |  |     |        |
| 15  | Португалия     | 40 | Мароко                | 65     | Полша               | 90  | Молдова               |  |     |        |
| 16  | Швеция         | 41 | Мексико               | 66     | Румъния             | 91  | Армения               |  |     |        |
| 17  | Швейцария      | 42 | Перу                  | 67     | Румъния             | 92  | Беларус               |  |     |        |
| 18  | Австрия        | 43 | Сирия                 | 68     | Русия               | 93  | -                     |  |     |        |
| 19  | Аржентина      | 44 | Уругвай               | 69     | Русия               | 94  | -                     |  |     |        |
| 20  | Япония         | 45 | Ирландия              | 70     | Азербайджан         | 95  | Судан                 |  |     |        |
| 21  | Финландия      | 46 | Палестинска автономия | 71     | Босна и Херцеговина | 96  | Пакистан              |  |     |        |
| 22  | Израел         | 47 | ООН                   | 72     | Унгария             | 97  | -                     |  |     |        |
| 23  | Афганистан     | 48 | ООН                   | 73     | Унгария             | 98  | Грузия                |  |     |        |
| 24  | Алжир          | 49 | МВФ                   | 74     | Чехия               | 99  | Естония               |  |     |        |
| 25  | Бразилия       | 50 | Южна Корея            | 75     | Словакия            | 00  | -                     |  |     |        |